# Krążowniki lekkie typu Nagara
Krążowniki lekkie typu Nagara (jap. 長良型軽巡洋艦 Nagara-gata kei-jun’yōkan) – seria sześciu japońskich krążowników lekkich okresu międzywojennego i II wojny światowej, stanowiących rozwinięcie krążowników typu Kuma. Okręty wprowadzono do służby w cesarskiej marynarce w latach 1922–1925. Jednostki tego typu wzięły udział w wojnie chińsko-japońskiej, a następnie w walkach II wojny światowej na Pacyfiku. 
Podczas wieloletniej służby były kilkukrotnie przezbrajane, zaś druga jednostka z serii – „Isuzu”, została przebudowana na krążownik przeciwlotniczy w 1943 roku. Wszystkie jednostki zostały zatopione podczas działań w czasie II wojny światowej przez okręty podwodne lub lotnictwo.
Uzbrojenie główne okrętów stanowiło początkowo siedem pojedynczych dział kalibru 140 mm, w późniejszym czasie służby krążowniki (oprócz „Yury”) zyskały podwójne działa uniwersalne kal. 127 mm w miejsce siódmego działa kal. 140 mm oraz liczne stanowiska armat plot. kal. 25 mm. Wyporność standardowa krążowników o długości 162,5 m, wynosiła początkowo 5170 ton. Napęd stanowiły cztery zespoły turbin, zasilane przez dwanaście kotłów parowych. Okręty były w stanie osiągnąć maksymalną prędkość wynoszącą 36 węzłów.

## Projekt i budowa
Historia krążowników lekkich typu Nagara rozpoczyna się w 1917 roku, kiedy to dowództwo cesarskiej marynarki wojennej (jap. Dai-Nippon Teikoku Kaigun) zdecydowało o zbudowaniu ośmiu krążowników o wyporności normalnej wynoszącej 5500 ts. Pierwsze pięć powstałych jednostek określono typem Kuma. Trzy pozostałe krążowniki – „Nagara”, „Isuzu” oraz „Natori” zostały określone typem Nagara, z uwagi na modyfikacje wprowadzone w pierwotnym projekcie. Fundusze na budowę trzech kolejnych krążowników zarezerwowano w marcu 1918 roku na rok budżetowy 1920. Zamówiona liczba okrętów wzrosła więc do sześciu jednostek.
Krążowniki lekkie typu Nagara stanowiły rozwinięcie typu Kuma, stąd też w nomenklaturze można spotkać określenie zmodyfikowany typ Kuma, lub serią II tego typu. Rozwinięciem krążowników typoszeregu Nagara stanowią krążowniki lekkie typu Sendai, które z kolei określane są serią III. Wszystkie trzy typy okrętów oparto na tym samym projekcie i układzie kadłuba, przez co są bardzo podobne do siebie. Zgodnie z japońskimi zasadami nazewnictwa okrętów, wszystkie krążowniki lekkie serii pierwszej, drugiej oraz trzeciej otrzymały nazwy od rzek płynących w Japonii. Wszystkie sześć jednostek zwodowano w latach 1921–1923, natomiast do służby wprowadzono je w okresie od 1922 do 1925 roku.

## Opis konstrukcji

### Opis ogólny

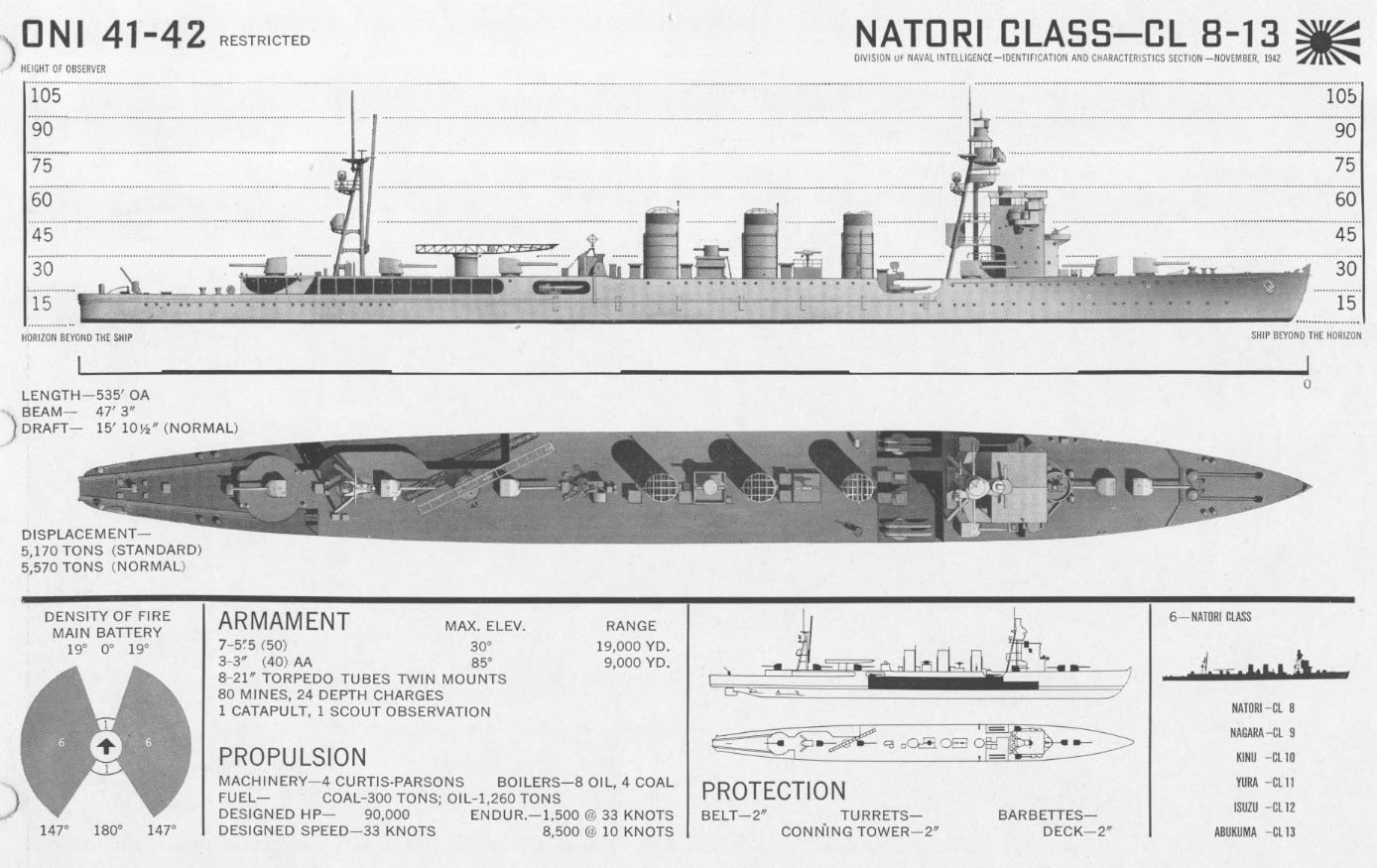
Sylwetka okrętów typu Nagara sprzed wojennej przebudowy (poniżej schemat kątów ostrzału artylerii i schemat opancerzenia)

Kadłub krążowników miał 162,15 m długości całkowitej, zaś na linii wodnej długość wynosiła 156,65 m. Szerokość jednostki wynosiła 14,17 m, natomiast jej zanurzenie wynosiło 4,85 m. Wyporność standardowa wynosiła 5170 ts, zaś normalna 5690 ts. W wyniku modernizacji z 1944 roku wyporność standardowa wzrosła do 6050 ts. Kadłub zewnętrzny krążowników wykonano z płyt stalowych o grubości 19 do 25,4 mm, a płyty stanowiące wewnętrzne elementy kadłuba miały grubość od 6,4 do 12,7 mm. Płyty grubsze znajdowały się w kluczowych dla żywotności okrętu miejscach. Okręty miały trzy pokłady: pokład główny, ciągnący się przez całą długość jednostki, pokład drugi – znajdujący się przed przedziałem kotłowni w części dziobowej oraz za przedziałem maszynowni w części rufowej. Poniżej znajdował się ostatni pokład pełniący funkcję ładowni. Śródokręcie jednostek było podwyższone oraz przykryte pokładem łodziowym. Na śródokręciu ulokowano kabiny załogi, kambuz, instalacje sanitariatu oraz magazyny. W nadbudówce rufowej znajdowały się kabiny oficerów, umywalnie oraz dalsze pomieszczenia magazynowe. Pomieszczenia załogi znajdowały się na pokładzie głównym przed kotłowniami oraz na śródokręciu, pod pokładem łodziowym. Podoficerowie zajmowali miejsca pod kabinami oficerskimi.
W części dziobowej znajdowała się także wysoka dziobówka. Składała się z czterech poziomów, gdzie na pierwszym z nich ulokowano kabinę radiową, nad którą znajdowało się pomieszczenie nakresowe i operacyjne. Wyżej znajdowała się pokład kompasowy, na którym oprócz kompasów znajdowały się dalmierze, lornety oraz dalocelownik. W części dziobowej nadbudówki, tuż pod pokładem kompasowym było stanowisko dowodzenia. Początkowo w nadbudówce znajdował się hangar dla wodnosamolotu, jednak podczas modernizacji, która w zależności od okrętu odbyła się w latach 1931–1934, został on zlikwidowany i w jego miejsce utworzono kabinę łączności, pomieszczenie sztabu dowództwa flotylli oraz powiększono centrum bojowe.
Załoga jednostek liczyła bazowo 450 osób, w tym 37 oficerów. W przypadku jeśli okręt pełnił funkcję okrętu flagowego, zaokrętowanych było na nim dodatkowych 27 osób, w tym 5 oficerów.

### Opancerzenie
Zastosowany układ opancerzenia kadłuba był praktycznie taki sam jak w przypadku projektu Kuma. Okręty miały pas pancerny o grubości 63,5 mm, łączący się z pokładem górnym, o długości 73,17 m oraz wysokości 4,87 m, z czego 0,84 m znajdowało się pod wodą. Rozwiązanie to zapewniało ochronę przed ostrzałem z dział kalibru 102 mm. Pas ten znajdował się po obu stronach burt i chronił pomieszczenia kotłowni oraz maszynowni. Wykonany był ze stali o wysokiej odporności na rozciąganie oraz składał się dwóch warstw płyt pancernych: warstwy zewnętrznej liczącej 38,1 mm grubości oraz wewnętrznej, której grubość wynosiła 25,4 mm.
Pokład główny krążowników pokryto płytami pancernymi o grubości 28,5 mm. Zamontowane wcześniej główne działa kal. 140 mm osłonięto maskami pancernymi o grubości 10 mm. Komory amunicyjne dział głównych zostały opancerzone płytami o grubości 32 mm, natomiast opancerzenie podajników amunicyjnych wynosiło 16 mm.

### Układ napędowy
Okręty napędzane były za pośrednictwem czterech zespołów turbin parowych systemu Parsonsa, w których to skład wchodziła turbina wysokociśnieniowa Gihon oraz reakcyjna turbina niskociśnieniowa Mitsubishi-Parsons. Każdy zespół turbin za pośrednictwem własnej przekładni redukcyjnej napędzał swoją linię wału napędowego, zakończoną pojedynczą, trójpłatową śrubą napędową. Turbiny zasilane były za pośrednictwem dwunastu kotłów opalanych paliwem płynnym i węglem. Okręty miały cztery pomieszczenia kotłowni, gdzie w pierwszej od strony dziobu znajdowały się dwa małe kotły opalane paliwem olejowym i węglem, w drugiej kotłowni ulokowano cztery kotły opalane ropą. Pomieszczenie trzeciej kotłowni zajmowane było przez cztery kotły na ropę, a w ostatniej, czwartej kotłowni znajdowały się dwa kotły również opalane paliwem ciekłym. Generowały one parę o ciśnieniu wynoszącym 18,3 kgf/cm². Jednostki zabierały zapas paliwa płynnego o masie 1284 ton oraz 350 ton węgla. Dwa kotły opalane węglem zostały zmodernizowane i od tego czasu opalano je wyłącznie paliwem płynnym. Modernizację siłowni na poszczególnych okrętach przeprowadzono w latach 1934–1938. Spaliny odprowadzane były za pośrednictwem trzech kominów na śródokręciu. Układ napędowy generował maksymalną moc wynoszącą 90 000 KM, co pozwalało osiągnąć krążownikom maksymalną prędkość prawie 36 węzłów. Zasięg wynosił 8500 Mm przy prędkości 10 węzłów, 6000 Mm przy 14 węzłach oraz 1000 Mm przy prędkości wynoszącej 23 węzły.
Energię elektryczną na okrętach zapewniały dwa spalinowe generatory prądu stałego o mocy odpowiednio 66 i 88 kW. Generowały one napięcie 110 V. Zainstalowano je w przedziale maszynowni.

### Wyposażenie

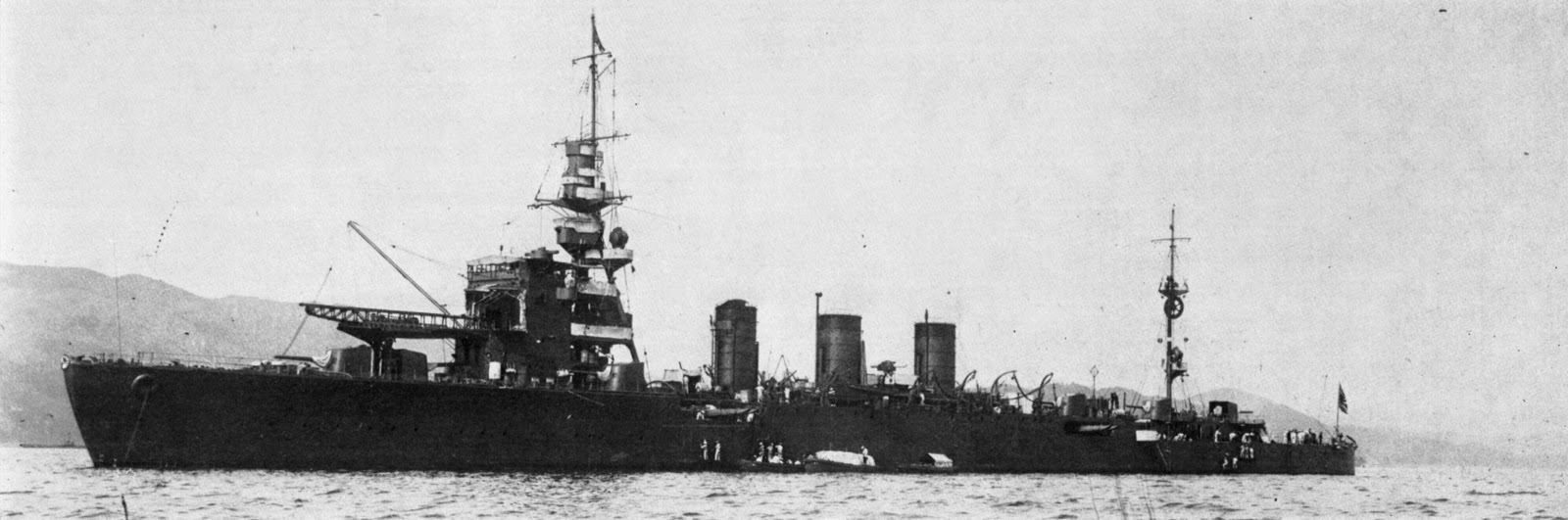
Krążownik „Kinu” z widoczną dziobową platformą startową dla wodnosamolotów (1931 rok)

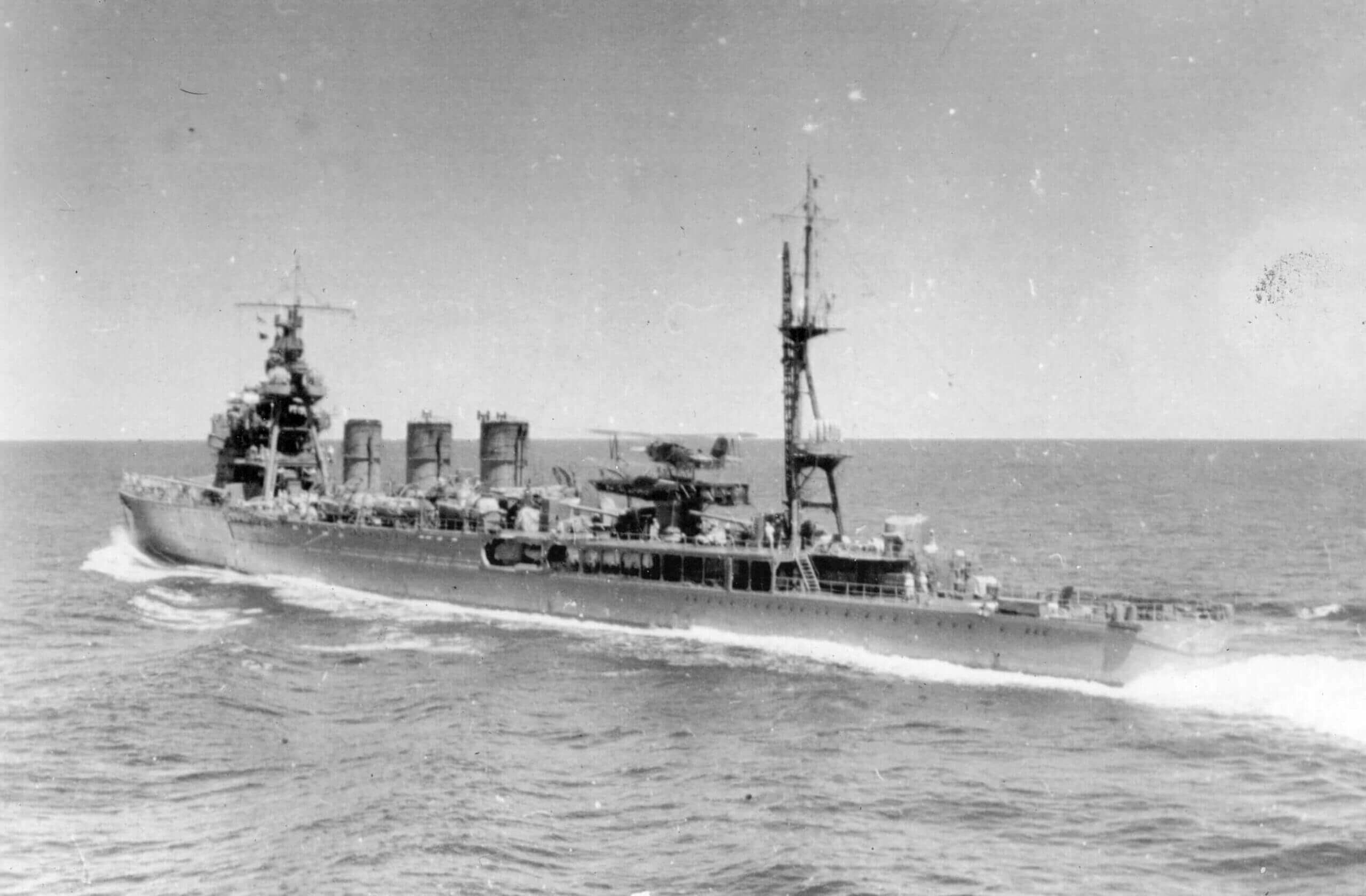
Krążownik „Abukuma” z widoczną obrotową platformą startową na rufie z wodnosamolotem (1941 rok)

Okręty wyposażono w dalocelowniki, lornety oraz kompasy. Większość tego wyposażenia znajdowała się na pokładzie kompasowym. Okręty miały dwa maszty. Jeden ulokowano za dziobówką, a drugi na śródokręciu w okolicach rufy. Na dziobowym maszcie znajdował się dalocelownik Typu 13 służący do kierowania ogniem artyleryjskim, stanowisko dowodzenia artylerią i dwa reflektory. W latach 1924–1925 w wyniku prac prowadzonych na krążownikach tego typu, okręty zyskał dodatkową platformę obserwacyjną do określania celów. Na rufowym maszcie znajdował się jeden reflektor. Okręty, oprócz zatopionej w 1942 roku „Yury”, otrzymały radar ostrzegania powietrznego Typu 21 oraz nawodnego Typu 22. Radar miał płaską, kwadratową antenę, którą zamontowano na trójnożnym maszcie na dachu pomostu kompasowego. W wypadku krążownika „Isuzu”, po jego przebudowie na krążownik przeciwlotniczy zamontowano dodatkowo radar ostrzegania powietrznego Typu 13. Krążownik dysponował więc trzema stacjami radiolokacyjnymi.
Dodatkowo okręty wyposażone były początkowo w dziobową platformę startową o długości 10 metrów dla samolotu myśliwskiego Mitsubishi 1MF. Platforma ta została usunięta na „Nagarze”, „Isuzu”, „Yurze” oraz „Kinu” w latach 1931–1934, zaś na pozostałych dwóch krążownikach – „Natori” i „Abukumie” w latach 1934–1935. Pomiędzy 1932 a 1934 rokiem okręty zyskały na rufie katapultę obrotową Kure Typ 2 model 3 dla wodnosamolotu Nakajima E4N. Katapulta ta była w stanie przyjąć wodnosamolot o maksymalnej masie startowej wynoszącej trzy tony. Od roku 1934 krążowniki eksploatowały dwa typy wodnosamolotów – dwumiejscowe Nakajima E8N lub trzymiejscowe Kawanishi E7K. Ostatni typ maszyn używany był, gdy okręt pełnił rolę jednostki flagowej floty.

### Uzbrojenie

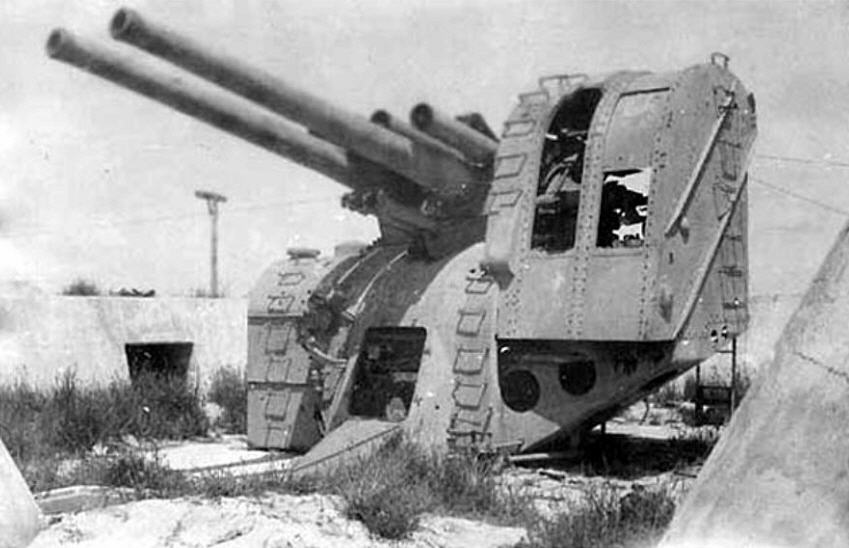
Armata uniwersalna Typ 89 kal. 127 mm, taka jak zamontowana na krążownikach w miejsce dwóch rufowych armat kal. 140 mm

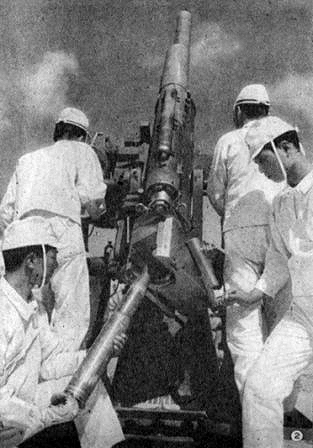
Pierwotnie zamontowane armaty przeciwlotnicze kal. 76,2 mm

Przez większość służby okręty miały praktycznie tę samą konfigurację uzbrojenia. W momencie wejścia do linii, krążowniki uzbrojono w siedem głównych dział okrętowych L/50 Typ 3 kalibru 140 mm. Każde działo umiejscowiono na pojedynczym stanowisku ogniowym, osłonięte przez maski przeciwodłamkowe. Dwa działa umiejscowione były na dziobie, w układzie tandemu, jednak lufy były skierowane w inne strony. Lufa działa numer jeden skierowana była w kierunku dziobu, zaś lufę działa numer dwa skierowano na nadbudówkę. Po bokach nadbudówki ulokowano po jednym dziale (jedno na każdą burtę). Pozostałe trzy działa zamontowano wzdłuż płaszczyzny symetrii kadłuba – dwa stanowiska umiejscowiono za ostatnim kominem na śródokręciu, a ostatnie działo ulokowane było na rufie. Działa te zapewniały szybkostrzelność wynoszącą 6 strzałów na minutę oraz maksymalną donośność 17 500 m. Maksymalny kąt podniesienia lufy wynosił 25°. Dla pięciu dział przewidziano zapas pocisków wynoszący po 120 sztuk, zaś dla dwóch bocznych dział zapas ten wynosił po 105 sztuk. Pociski ważyły 38 kg i wystrzeliwano je za pomocą ładunków miotających. Dodatkowo okręty dysponowały dwiema armatami salutacyjnymi. „Nagara” oraz „Yura” dysponowały armatami kalibru 47 mm, natomiast pozostałe krążowniki miały zamontowane armaty o kalibrze 57 mm.
Uzbrojenie przeciwlotnicze okrętów było wielokrotnie przezbrajane. W momencie wejścia do służby składało się ono z dwóch pojedynczych armat przeciwlotniczych kal. 76,2 mm. Armaty te zamontowano po bokach pierwszego komina. Zapas amunicji dla każdej z armat wynosił 240 sztuk, była ona rozdzielnego ładowania. Były one w stanie zwalczać cele na maksymalnej odległości wynoszącej 6500 m oraz osiągać szybkostrzelność między 13 a 18 strzałów na minutę. Uzbrojenie to uzupełniały dwa karabiny maszynowe Typu 3 kalibru 6,5 mm. Karabiny te umiejscowiono pomiędzy drugim a trzecim kominem. W toku dalszej eksploatacji i dynamicznego rozwoju lotnictwa uzbrojenie to szybko okazało się być niewystarczające.
Na „Nagarze”, „Isuzu”, „Yurze” oraz „Kinu” w latach 1931–1934 zamontowano stanowisko poczwórnych wielkokalibrowych karabinów maszynowych Hotchkiss kalibru 13,2 mm na platformie przed dziobówką. Natori” i „Abukuma” poczwórny zespół karabinów Hotchkissa kal. 13,2 mm zyskały w latach 1934–1935. Dwie armaty plot. kal. 76,2 mm zastąpiono dwoma podwójnymi stanowiskami karabinów maszynowych Typu 93 kal. 13,2 mm, które z kolei zastąpiono w późniejszym czasie stanowiskami kal. 25 mm. Dwa karabiny kal. 6,5 mm zastąpiono karabinami maszynowymi Lewis kal. 7,7 mm. W roku 1944 uzbrojenie artyleryjskie krążowników stanowiło 5 lub 6 dział głównych kalibru 140 mm, jedno podwójne działo uniwersalne kal. 127 mm Typu 89, 8 pojedynczych wkm kal. 13,2 mm oraz 22 działa przeciwlotnicze Typu 96 kal. 25 mm w układzie 2 × III, 6 × II i 14 × I. W przypadku „Isuzu”, po przebudowie na okręt przeciwlotniczy uzbrojenie artyleryjskie składało się z trzech dział uniwersalnych Typu 89 i łącznie 50 dział kalibru 25 mm w różnej konfiguracji.
Krążowniki dysponowały czterema podwójnymi wyrzutniami torped kalibru 610 mm. Wyrzutnie te poruszane były w zakresie 360° przez silnik elektryczny o mocy 5 KM. Długość pojedynczej wyrzutni wynosiła 8,8 m i ważyła 8,45 tony. Używano wówczas torped Typu 8 o długości 8,42 m i masie głowicy bojowej 346 kg. Napędzane były czterocylindrowym silnikiem spalinowym, który pozwalał na osiągnięcie torpedom maksymalnej prędkości wynoszącej 38 węzłów. Maksymalny ich zasięg wynosił 20 000 m przy prędkości 27 węzłów. W późniejszym czasie cztery podwójne wyrzutnie torped zastąpiono dwiema poczwórnymi kal. 610 mm Typu 92 dla torped Typ 93. Łącznie krążowniki zabierały zapas 16 torped. Dodatkowo krążowniki wyposażono w zrzutnie bomb głębinowych oraz tory minowe dla 48 min morskich.

## Przebieg służby okrętów

### Nagara
Stępkę położono 9 września 1920 roku w stoczni Sasebo, kadłub zwodowano 25 kwietnia 1921 roku. Wcielenie do służby miało miejsce 21 kwietnia 1922 roku. Okręt brał udział w wojnie chińsko-japońskiej, a następnie w walkach II wojny światowej na Pacyfiku, w tym w bitwie pod Midway i bitwach pod Guadalcanalem. Wielokrotnie pełnił funkcję okrętu flagowego. W okresie międzywojennym okręt operował głównie na wodach Morza Południowochińskiego. Odbywał on wiele rejsów ćwiczebnych, będąc kilkukrotnie kierowany do rezerwy i modernizowany. Od lipca 1937 roku podczas konfliktu chińsko-japońskiego okręt wraz z grupą niszczycieli patrolował na Morzu Południowochińskim oraz wspierał desant w okolicach miasta Kanton. W listopadzie 1939 roku okręt powrócił do portu w Sasebo. W kwietniu 1940 roku okręt został przekierowany do rezerwy w Maizuru. Od czerwca do września 1941 roku jednostka operowała w składzie Sentai 15. Od listopada okręt bazował na Palau, gdzie został wydzielony do grupy okrętów mającej zaatakować Filipiny. 8 grudnia 1941 roku okręt wyruszył w grupie składającej się z czterech niszczycieli oraz siedmiu statków transportowych. W dniach 12–13 listopada 1942 roku krążownik osłaniał pancerniki „Hiei” oraz „Kirishima” podczas I bitwy pod Guadalcanalem. Podczas nocnego starcia z krążownikiem USS „San Francisco” (CA-38) japoński okręt doznał lekkich uszkodzeń. Podczas II bitwy pod Guadalcanalem, okręt wraz z dwoma niszczycielami walczył z grupą pancerników i niszczycieli kadm. Willisa Augustusa Lee. W 1943 roku okręt operował u wybrzeży Nowej Irlandii, gdzie został uszkodzony. „Nagara” została zatopiony przez amerykański okręt podwodny 7 sierpnia 1944 roku.

### Isuzu

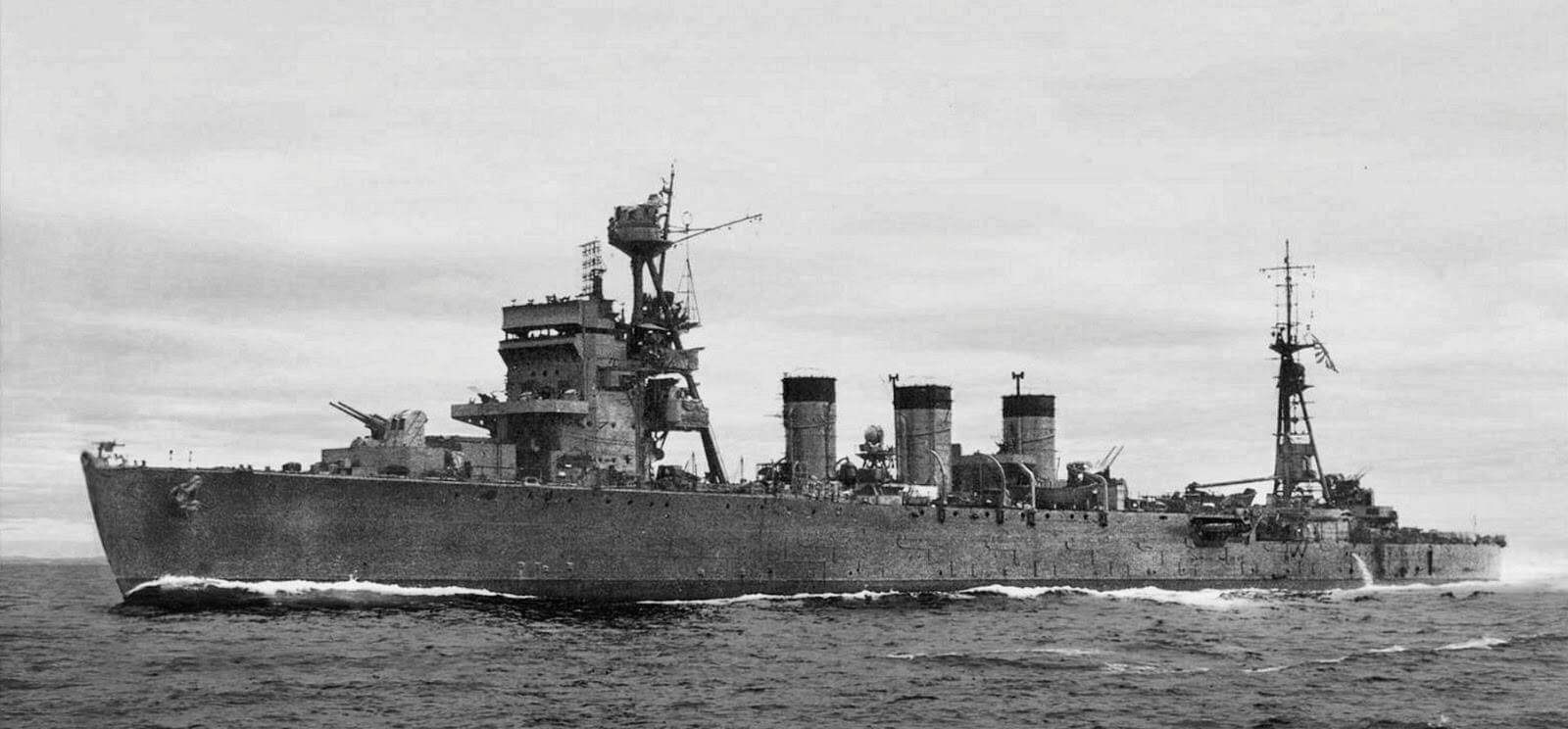
„Isuzu” po przebudowie na krążownik przeciwlotniczy (1944)

Stępkę położono 10 sierpnia 1920 w stoczni Uraga Dock Co., kadłub zwodowano 29 października 1921 roku. Wprowadzenie do służby miało miejsce 15 sierpnia 1923 roku. W okresie międzywojennym operował między innymi u wybrzeży Chin, gdzie pełnił funkcje okrętu flagowego oraz szkolnego. W latach 1931–1935 przechodził kilka modernizacji. W grudniu 1941 roku i styczniu 1942 roku okręt stacjonował w Hongkongu. W kwietniu 1942 roku okręt prowadził patrole na Morzu Jawajskim. Od 25 września 1941 roku okręt bazował na atolu Truk. 13 i 14 października „Isuzu” wraz z siedmioma niszczycielami osłaniał pancerniki „Kongō” oraz „Haruna”, a 15 i 16 października okręt osłaniał bombardowanie lotniska Henderson Field na Guadalcanalu przez ciężkie krążowniki „Maya” i „Myōkō”. Okręt wziął udział w Bitwie koło wysp Santa Cruz. Przez pierwszą połowę 1943 roku „Isuzu” przeszedł pierwszą, głębszą modernizację od początku wojny, polegającej m.in. na montażu podwójnej armaty Typu 89 kal. 127 mm oraz wzmocnieniu obrony przeciwlotniczej. Pomiędzy majem a wrześniem 1944 roku, „Isuzu” został przebudowany na krążownik przeciwlotniczy. Został zatopiony w wyniku ataku torpedowego amerykańskich okrętów podwodnych 7 kwietnia 1945 roku u wybrzeży wyspy Sumbawy.

### Natori
Położenie stępki odbyło się 14 grudnia 1920 roku w stoczni Mitsubishi-Nagasaki. Krążownik zwodowano 16 kwietnia 1922 roku, wszedł do służby w Dai-Nippon Teikoku Kaigun 15 września 1922 roku. Okręt brał udział w wojnie chińsko-japońskiej, natomiast przez resztę okresu międzywojennego jednostka pełniła wielokrotnie funkcję jednostki flagowej oraz odbywała rejsy po wodach chińskich. Jednostka była w tym czasie wielokrotnie modernizowana. W czerwcu 1937 roku okręt wraz z Sentai 8 operował w rejonie Szanghaju. W listopadzie tego samego roku krążownik wspierał desant w okolicach Hangzhou. W styczniu oraz lutym 1941 roku okręt bazował w Sajgonie (obecnym Ho Chi Minh). W kwietniu tego samego roku okręt wraz z siłami 5. FN wszedł w skład Trzeciej Floty bazującej na Tajwanie. W lipcu i sierpniu 1941 roku okręt uczestniczył w zajęciu Indochin Francuskich. W nocy 1 marca 1942 roku eskortujący jednostki inwazyjne okręt stoczył walkę z dwoma alianckimi krążownikami USS „Houston” (CA-30) oraz HMAS „Perth”. W styczniu 1943 roku krążownik został zaatakowany przez amerykański okręt podwodny USS „Tautog” (SS-199). Dwie wystrzelone torpedy trafiły w rufę krążownika. Eksplozja spowodowała oderwanie się od reszty kadłuba 20-metrowej części rufy. Krytycznie uszkodzona jednostka z trudem dotarła do zatoki Ambon. Na przełomie 1943 i 1944 roku okręt przeszedł głęboką modernizację. Został zatopiony 18 sierpnia 1944 roku w wyniku ataku torpedowego amerykańskiego okrętu podwodnego w pobliżu ujścia cieśniny San Bernardino.

### Yura
Stępkę położono 21 maja 1921 roku w stoczni Sasebo. Wodowany 15 lutego 1922 roku, wszedł do służby w Dai-Nippon Teikoku Kaigun 20 marca 1923 roku. W okresie międzywojennym jednostka pełniła wielokrotnie funkcję jednostki flagowej oraz odbywała rejsy po wodach chińskich. Podczas incydentu szanghajskiego, okręt od lutego do 20 marca 1932 roku wspierał ostrzałem artyleryjskim działania na lądzie. Podczas wojny japońsko-chińskiej patrolował rejon Qingdao. Dodatkowo w okresie międzywojennym okręt był wielokrotnie modernizowany. Od 1 maja 1940 roku „Yura” była okrętem flagowym 5. Flotylli Okrętów Podwodnych, operując w rejonie Karolinów, Wysp Marshalla i Marianów w miesiącach od maja do września. W styczniu 1942 roku krążownik wraz z ciężkimi krążownikami „Kumano” i „Suzuya” osłaniał lądowanie w Endau. Okręt w październiku 1942 roku skierowano do wsparcia walk o lotnisko Henderson Field na Guadalcanalu i 24 października w składzie grupy uderzeniowej numer 2 opuścił Shortland. 25 października grupa została zaatakowana przez bombowce horyzontalne i nurkujące. „Yura” została trafiona dwiema bombami w okolice rufy. Około godziny 15:00 nastąpił drugi atak, podczas którego „Yura” została trafiona kolejnymi trzema bombami, co spowodowało liczne pożary. Załoga opuściła pokład i przeszła na pokład niszczyciela „Murasame”, zaś pozostałe niszczyciele: „Yūdachi” oraz „Harusame” dobiły opuszczony krążownik.

### Kinu
Stępkę położono 17 stycznia 1921 roku w stoczni Mitsubishi-Nagasaki. Zwodowany 29 maja 1922 roku, wszedł do służby w Dai-Nippon Teikoku Kaigun 10 listopada 1922 roku. W okresie międzywojennym okręt operował głównie po wodach chińskich, dodatkowo w tym okresie był kilkukrotnie modernizowany. Brał udział w wojnie chińsko-japońskiej. W 1941 roku „Kinu” osłaniał desant na Malaje. Od 17 grudnia jednostka wspierała lądowanie na Miri na Sarawaku, zaś 23 i 24 grudnia okręt osłaniał desant na Kuching. We wrześniu 1942 roku „Kinu” wraz z bliźniaczym „Isuzu” osłaniał statki z desantem na Wyspy Salomona. 22 września wysadził desant na wyspie Shortland, zaś w październiku i listopadzie operował w pobliżu Moluków. W 1943 roku okręt przeszedł głęboką, wojenną modernizacje podobnie jak pozostałe jednostki z serii, oprócz zatopionej wcześniej „Yury”. Krążownik brał udział w bitwie w zatoce Leyte. Został zatopiony 26 października 1944 roku w wyniku ataku lotnictwa amerykańskiego w pobliżu zatoki Ormoc.

### Abukuma
Stępka pod budowę jednostki została położona 8 grudnia 1921 roku w stoczni Uraga Dock Co. Zwodowany 16 marca 1923 roku, wszedł do służby w cesarskiej marynarce wojennej 26 maja 1925 roku. Budowa jednostki uległa opóźnieniu z powodu zniszczeń jednostki i stoczni podczas trzęsienia ziemi, które miało miejsce 1 września 1922 roku. Ostatecznie okręt budowano 3,5 roku. Podczas okresu międzywojennego okręt operował głównie po wodach chińskich, brał udział w wojnie japońsko-chińskiej. W tamtym okresie okręt kilkukrotnie modernizowano i kilkukrotnie pełnił funkcję okrętu flagowego. 26 listopada 1941 roku krążownik wraz ze swoją Flotyllą Niszczycieli, wyszedł z flotą admirała Nagumo do ataku na Pearl Harbor. Podczas inwazji na Jawę na przełomie lutego i marca 1942 roku, „Abukuma” wraz z ośmioma innymi niszczycielami przechwytywał statki płynące między Jawą a Australią. W połowie 1942 roku okręt włączono wraz z 1. FN do Zespołu Regionu Północnego, który miał za zadanie przejąć Aleuty. 27 maja okręt wyruszył jako część eskorty do ataku wyspy Adak. W trakcie rejsu odwołano operację z powodu niepowodzenia ataku na Midway. Krążownik skierowano na Attu, gdzie wylądowała 7 czerwca. Okręty pozostawały w tym rejonie, patrolując go do połowy czerwca. W 1943 roku okręt operował w rejonie wyspy Kiska. Także w 1943 oraz 1944 roku jednostkę zmodernizowano na wzór pozostałych okrętów typu Nagara. „Abukuma” uczestniczyła w bitwie w zatoce Leyte, podczas to której 26 października 1944 roku została zatopiona.